# Manuel Chrysaphes
Manuel Doukas Chrysaphes, né en 1415 et mort en 1480, est un chanteur, compositeur et théoricien musical byzantin du XVe siècle. 
Natif de la Thrace, il s’illustre notamment à la cour des derniers empereurs de l’Empire byzantin avant la chute de Constantinople. Pendant les règnes de Jean VIII et Constantin XI Paléologue, Manuel Chrysaphes écrit et compose de nombreuses œuvres : près de 300 peuvent lui être attribués dont un fameux traité sur l’art du chant qui eut une influence considérable sur ses successeurs.

## Mise en contexte

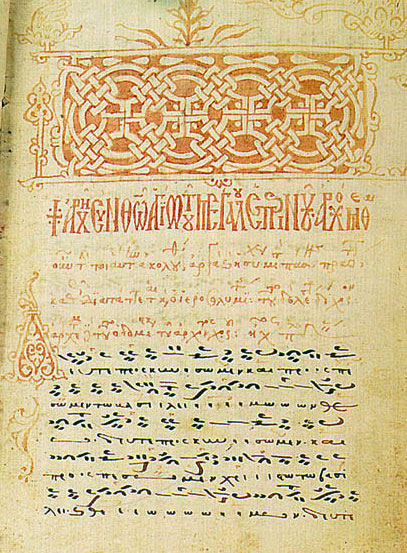
Manuscrit montrant le système de notation primitif de la musique byzantine (1433).

La prise de Constantinople par les croisés en 1204 avait déjà beaucoup affaibli l’Empire. Après la quatrième croisade, les croisés créent l’empire latin de Constantinople pour succéder à l’Empire byzantin. L’État latin ne sachant comment bien administrer son nouvel empire, la richesse et la puissance de Byzance s’écroule rapidement. Trois entités se disputent alors le titre de basileus et la perduration du monde byzantin : l’empire de Trébizonde dans la région du Pont, l’empire de Nicée en Asie Mineure, et le despotat d'Épire en Grèce. En 1261, Michel VIII Paléologue de l’empire de Nicée organise une expédition et reprit la capitale perdue depuis un demi-siècle des mains des Latins.
L’Empire byzantin tente alors un retour à sa puissance d’antan, mais trop de dissensions au sein d’un territoire épuisé rendirent éphémère une réelle renaissance du monde byzantin tel qu’il l’était cinquante ans auparavant. Les entités politiques qui avaient perduré pendant l’occupation latine rendirent difficile une reconstitution territoriale solide et unifiée. Certaines refusèrent de se soumettre à l’autorité de la dynastie Paléologue qui venait de reconquérir le trône de l’Empire. Le siècle et demi qui suit la reconquête voit l’Empire s’amenuiser et perdre en stature jusqu'à la fatidique prise de la Nouvelle Rome par les Turcs ottomans de Mehmet II, le 29 mai 1453.

## Biographie
La musique byzantine s’inscrit comme une forme d’expression unique et particulière qui doit beaucoup à Manuel Doukas Chrysaphes. Dans les somptueuses cathédrales impériales de Byzance, l’art et la musique occupaient une place de choix. Manuel Chrysaphes devient l’un des musiciens les plus prolifiques de son temps. Né au début du XVe siècle, la jeunesse de Manuel Chrysaphes se déroule donc à une époque où l’Empire byzantin avait déjà beaucoup rétréci et où la menace ottomane pesait de plus en plus sur les frontières très irrégulières.

### Jeunesse et éducation

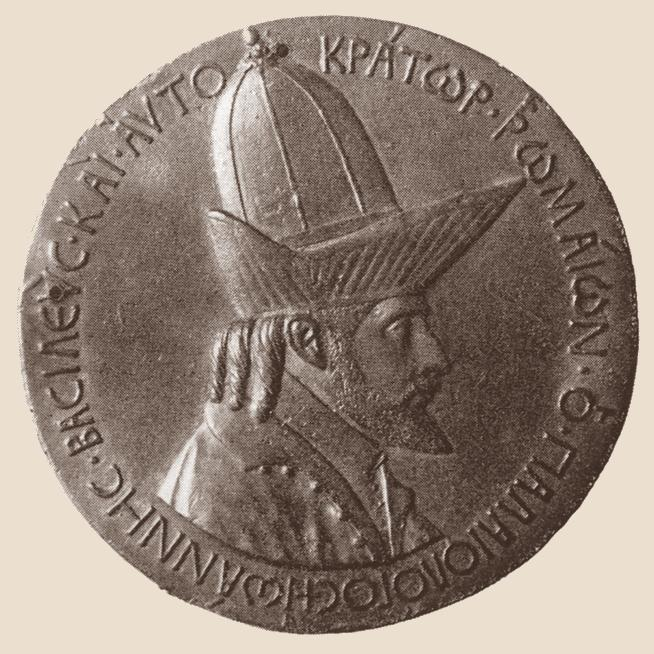
Jean VIII Paléologue

Né entre 1410 et 1420 sur la côte de la mer de Marmara à Selyvria, ville aujourd’hui en ruine dans l’est de la Thrace, Manuel Chrysaphes serait le petit-fils de Gregorius Hieromonachos de Selyvria, un autre compositeur renommé de l’Empire. Selon l’étude faite par Spirydon Antonopoulos, Manuel Chrysaphes aurait bénéficié d’une éducation destinée à l’élite. Son écriture soignée en grec ecclésiastique respecte une forme et une rhétorique rigide qui n'était pas donnée à tous. Antonopoulos mentionne également qu’il est fort plausible que Chrysaphes ait bénéficié des enseignements musicaux et artistiques de son grand-père, même si aucune preuve tangible n’atteste d’une quelconque transmission de savoirs. En fait, nous ne savons que très peu de choses de la vie qu’a pu mener Manuel Doukas Chrysaphes avant son arrivée à Constantinople vers 1440.  

### Vie à la cour impériale
Lors de ses années à la cour des derniers empereurs Paléologue, Chrysaphes occupe l’office du lampadarios. Ce poste consiste essentiellement à diriger le chœur gauche lors des grandes messes et des célébrations religieuses. Celui de droite était mené par le protopsaltev. Le lampadario devait également chanter et mener la procession durant les cérémonies importantes comme celle de Noël ou de Pâques. Il détient aussi la fonction de maistoros.
Manuel Chrysaphes occupe les prestigieux postes de lampadarios et de maistoros (sans qu’on sache s’il tint les deux en même temps ou quand il occupa chacun respectivement) et devient rapidement un compositeur prisé des grands de l’Empire. Chrysaphes s’illustre à la cour des empereurs et est le sujet d’admiration de Jean VIII et de Constantin XI qui lui commande d’ailleurs spécialement des textes et des chants religieux. Antonopoulos affirme qu’il est fort probable qu’il ait pu faire partie du cercle intime et exclusif de Constantin XI. Manuel Chrysaphes fut le dernier lampadarios de la cour impériale byzantine.

### Œuvre
Son approche novatrice et ses théories nouvelles sur les chants religieux et sur la musique en général font de lui un précurseur des mélodies liturgiques. Ses écrits, dont le fameux On the Theory of the Art of Chanting and On Certain Erroneous Views That Some Hold about It et les quelque trois cents textes et œuvres laissés par Chrysaphes ont marqué ses successeurs qui ne cessent d’en faire l’éloge et d’en utiliser les préceptes. Il écrit de nombreux psaumes et pour les offices de Matines et de Vêpres qui lui survécurent et qui posèrent des jalons directeurs pour les écritures musicales religieuses qui suivirent.  
Il est même surnommé à titre posthume par Jean Plousiadenos, un de ses successeurs, tout aussi influent et élève potentiel, le nouveau Coucouzèle. Ledit Jean Coucouzèle est également un grand chanteur et compositeur prolifique. Au XIIIe siècle, Coucouzèle est fort reconnu et son œuvre n'est pas sans influence sur le travail et l’œuvre monumentale de Manuel Chrysaphes. De ces hommes naquit la musique néo-byzantine.

### Voyages

L'Empire byzantin en 1450.

La chute de Constantinople force la cour à se déplacer vers de nouveaux lieux. Nous savons que Manuel Chrysaphes voyagea après la prise de Constantinople à Smederevo, en Serbie. Il alla ensuite vers Mistra, capitale du despotat de Morée, où le pouvoir impérial se déplaça à la suite de la conquête ottomane de la capitale. Une présence prolongée est également attestée en Crète entre 1459 et 1469, où il aurait peut-être rencontré Jean Plousiadenos. La Crète étant à l’époque un territoire vénitien, il paraît presque étonnant de voir un intellectuel grec s’attarder aussi longtemps en terre latine étant donné l’animosité et la méfiance qui régnait entre les deux cultures. Manuel Chrysaphes écrivit sur place de nombreux chants pour honorer les Saints Orthodoxes qui laissèrent une influence profonde sur la culture musicale crétoise. On le vit ensuite aller sur l'île de Chypre, avant la conquête ottomane de l'île, et dans la principauté de Moldavie-Valachie, au nord de la Thrace. Ses nombreux déplacements et sa productivité considérable permirent une diffusion de la musique religieuse byzantine.